# Nowoizborsk
Nowoizborsk (ros. Новоизборск) – stacja kolejowa w miejscowości Nowyj Izborsk, w rejonie pieczorskim, w obwodzie pskowskim, w Rosji. Położona jest na linii Psków - Valga - Ryga.

## Historia
Stacja powstała w czasach carskich na Kolei Pskowsko-Ryskiej. Początkowo nosiła nazwę Nowo-Izborsk (ros. Ново-Изборскъ), następnie Izborsk (ros. Изборскъ). W 1920 znalazła się na terytorium Estonii i zmieniła nazwę na Irboska. Przez okres międzywojenny była estońską stacją graniczną na granicy ze Związkiem Sowieckim.
Po włączeniu Estonii w skład ZSRS, tereny na których położona była stacja przyłączono do Rosyjskiej FSRR. Sama stacja zachowała jednak estońskojęzyczną nazwę Irboska (ros. Ирбоска) aż do lat 70., gdy zmieniono ją na obecną. Po rozpadzie ZSRR stacja znalazła się w Rosji.